# Surupa Dorsa
Surupa Dorsa zijn lage heuvelruggen op de planeet Venus. De Surupa Dorsa werden in 1997 genoemd naar Surupa, godin van lucht en regen in de hindoeïstische mythologie.
De richels hebben een lengte van 981 kilometer en bevinden zich in het quadrangle Pandrosos Dorsa (V-5).